# 富伦
富伦（荷蘭語：Voeren，荷蘭語發音：[ˈvuːrə(n)] ⓘ，法語發音：[fuʁɔ̃]）是比利时弗拉芒大区林堡省通厄倫區的一个语言便利市镇，北与荷兰林堡省接壤，南临比利时瓦隆大区列日省，是比利时林堡省的一块外飞地，面积50.63平方千米，人口4,160人（2018年1月1日）。富伦是弗拉芒社群的一部分，当地居民多数使用荷兰语，少数使用法語，市政部门为使用法语的少数人士提供语言便利。